# جوي غراسيفا
جوي غراسيفا (بالإنجليزية: Joey Graceffa)‏ (مواليد 16 مايو 1991 في مارلبورو)، هو إحدى مشاهير اليوتيوب ومغني وممثل أمريكي بدأت شهرته عام 2007. يملك جوي قناتي يوتيوب JoeyGraceffa وJoey Graceffa games. لديه ما مجموعه أكثر من 850 مليون مشاهدة على قنواته. ظهر في برنامج السباق المدهش وعِدة أفلام قصيرة ومسلسلات تلفزيونية. أعلن عن أنه مثلي الجنس في 18 مايو 2015.

## وصلات خارجية
- جوي غراسيفا على موقع IMDb (الإنجليزية)
- جوي غراسيفا على موقع روتن توميتوز (الإنجليزية)
- جوي غراسيفا على موقع ميوزك برينز (الإنجليزية)
- جوي غراسيفا على موقع قاعدة بيانات الفيلم (الإنجليزية)
- الموقع الرسمي